# Carborano

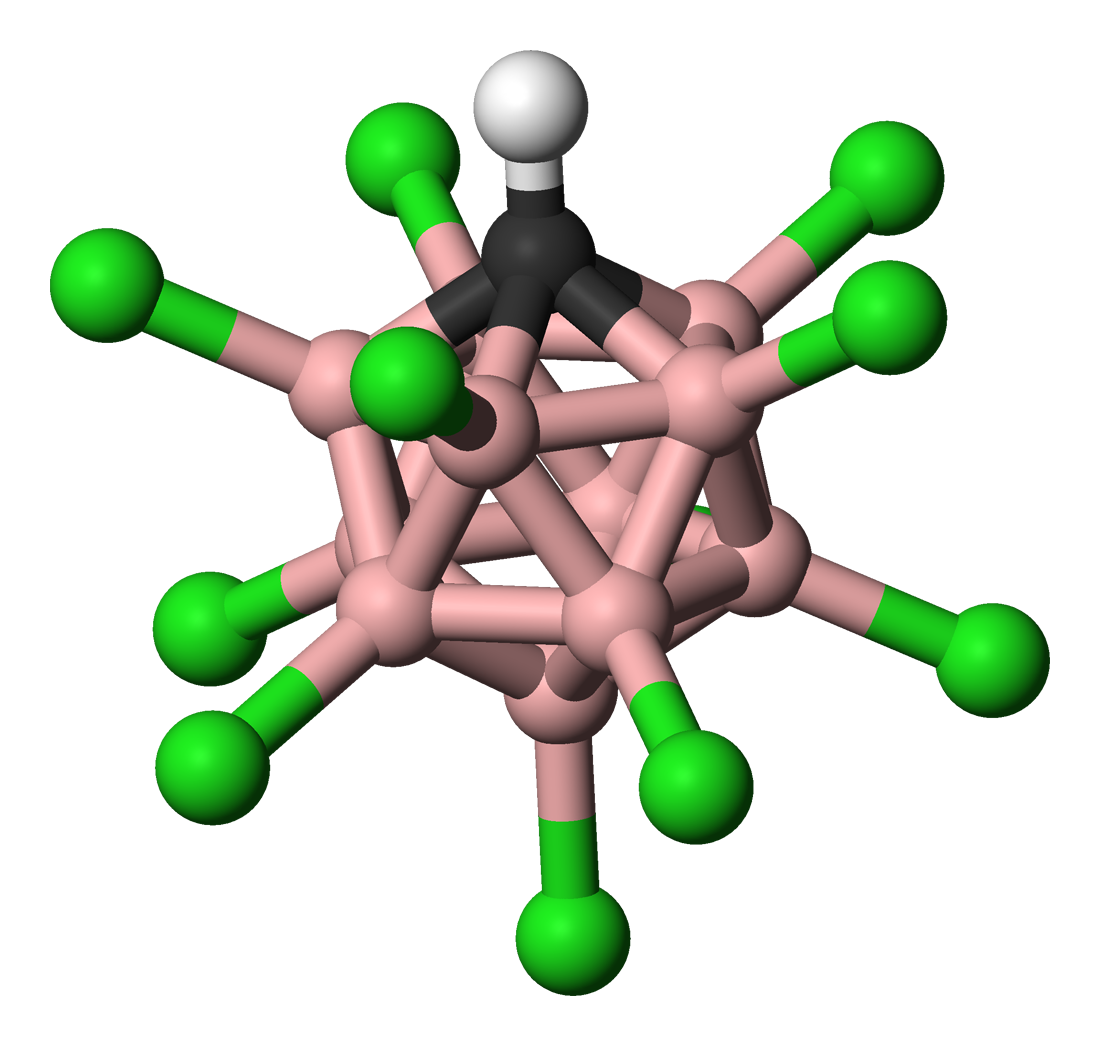
Modelo de estrutura química do tipo carborano.

Um carborano é um cluster derivado dos boranos composto por átomos de Boro e Carbono, sendo os átomos de carbono considerados heteroátomos na estrutura. Como muitos dos boranos relacionados, esses clusters apresentam formas poliédricas, e são similarmente classificados com prefixos como closo, nido, aracno, hipho, etc. baseado em sua estrutura: um poliedro completo é closo-; um poliedro no qual falta um vértice é nido-; um no qual faltam dois é aracno-; e assim por diante.

## Estrutura e Ligações
Os carboranos são compostos químicos derivados dos boranos, contendo em sua estrutura átomos de carbono como heteroátomos em sua cadeia. Assim como os boranos, os carboranos são compostos químicos considerados como deficientes em elétrons, de modo que suas ligações químicas não podem ser consideradas ligações covalentes convencionais. As ligações entre os átomos na estrutura da cadeia dos carboranos são uma combinação entre ligações covalentes normais e ligações tricentradas com 2 elétrons, sendo frequentemente deslocalizadas. A ordem de ligação de cada vínculo do híbrido de ressonância na estrutura icosaédrica é de aproximadamente 0,86, enquanto em uma ligação covalente simples comum (por exemplo, C–H) essa ordem de ligação é igual a 1.
Os carboranos são compostos do tipo cluster, frequentemente formando estruturas em formatos poliédricos com faces triangulares (deltaedros) completas ou incompletas com vértices faltantes. A forma mais comum é a de icosaedro, como no composto neutro ortocarborano, C2B10H12, e no derivado aniônico [CHB11Cl11]-.
Os carboranos do tipo closo icosaédricos são excepcionalmente estáveis devido ao estabelecimento de um híbrido de ressonância entre as três ligações covalentes normais e as dez ligações tricentradas entre os átomos que formam a estrutura de gaiola, um total de 26 elétrons de ligação, o qual obedece à regra de Hückel (4n + 2 elétrons ressonantes, um número par não múltiplo de 4), de forma que tais compostos se comportam como os compostos orgânicos aromáticos.

## Exemplos
Dois exemplos interessantes de carboranos são os closo-carboranos icosaédricos extremamente estáveis: 
- O neutro ortocarborano, C2B10H12, que tem sido explorado para uso em um grande número de aplicações, de polímeros resistentes ao calor a aplicações medicinais.
- O negativamente carregado CB11H12—, que tem sido usado para fazer sólidos superácidos que são mais de 1000 vezes mais fortes que o ácido sulfúrico.

O carborano superácido H(CHB11Cl11)  é um milhão de vezes mais forte que o ácido sulfúrico, mas completamente não corrosivo. A razão para tal fato é que o ânion ácido CHB11Cl11- é muito estável e não reativo. Esse ácido é o único conhecido que consegue protonar o fulereno C60 sem decompô-lo.

## Síntese
C2B10H12 pode ser preparado através da reação de decaborano-14 com sulfeto de dietila, seguida da reação do aduto formado com acetileno:
B10H14 + 2 (CH3CH2)2S → B10H12((CH3CH2)2S)2 + H2
B10H12((CH3CH2)2S)2 + C2H2 → C2B10H12 + (CH3CH2)2S + H2
Carboranos pertencem a uma classe maior de compostos organoboranos.